# Manuel Antonio de Palmero
Manuel Antonio de Palmero i Rallo (Villanueva del Campo (Zamora), 1706 - Girona, 1774) fou un religiós lleonès que esdevingué bisbe de Girona l'any 1756. Fou dels primers bisbes nomenats pel govern de Madrid el 1756, amb el permís de Roma i d’acord amb el Concordat de 1753.
Va néixer a Villanueva del Campo, a la Tierra de Campos zamorana, el 29 de desembre de 1706, de família benestant. Els seus pares foren Juan Palmero Conejo, de Villanueva del Campo, i Mariana Rallo García. Va estudiar al Col·legi Major de San Salvador d'Oviedo a Astùries. Va estudiar a la Universitat de Salamanca i guanyà per oposició el càrrec de canonge doctoral de la catedral de Zamora. El 19 de juliol 1756 va ser proposat bisbe de Girona pel rei Ferran VI i nomenat pel papa Benet XIV. Va ser intronitzat l'1 d'octubre de 1756.
Va intervenir en les gestions derivades de l'expulsió dels jesuïtes per part del rei d'Espanya Carles III el 1767. Es va fer càrrec del col·legi d'aquells on va instal·lar el Seminari, el 1769.
Va morir després d'una llarga malaltia el 7 de maig de 1774 i fou enterrat a la catedral de Girona a la nau principal a la dreta de l'altar major. El mestre de capella Francesc Joncar i Querol (1742-1833) va compondre la missa de rèquiem en ocasió del funeral, música que va ser recuperada per Música Antiga de Girona, que en va gravar un CD el 2016.